# Vi hoàng Salu
Vi hoàng Salu (danh pháp khoa học: Senecio saluenensis) là một loài thực vật có hoa trong họ Cúc. Loài này được Diels miêu tả khoa học đầu tiên năm 1912.